# Dasypogon flavipennis
Dasypogon flavipennis är en tvåvingeart som beskrevs av Macquart 1846. Dasypogon flavipennis ingår i släktet Dasypogon och familjen rovflugor. Inga underarter finns listade i Catalogue of Life.